# دامير سكومينا
دامير سكومينا (بالإيطالية: Damir Skomina) (مواليد 5 أغسطس 1976) حكم كرة قدم سلوفيني . أهم مباراة أدارها سكومينا كانت بين البرازيل والكاميرون في الدور الربع النهائي من دورة الألعاب الأولمبية 2008 التي أقيمت في العاصمة الصينية بكين .

## روابط خارجية
- دامير سكومينا على موقع IMDb (الإنجليزية)
- دامير سكومينا على موقع Soccerway.com (الإنجليزية)